# Tony Wharmby
Tony Wharmby (1º novembre 1940) è un regista e produttore televisivo inglese.
Wharmby è noto soprattutto per il suo lavoro di regista in serie televisive come JAG - Avvocati in divisa, NCIS - Unità Anticrimine, The O.C., Bones, Providence, Coronation Street, High Sierra Search and Rescue, X-Files, Coins in the Fountain, New Scotland Yard, Gossip Girl, Supernatural e Crossing Jordan, così come molte altre serie TV e film.
Il suo lavoro più notevole come produttore include la serie X-Files, Dempsey e Makepeace e il produttore esecutivo e co-esecutivo della serie Enemy at the Door and Bones. È anche accreditato come produttore o produttore esecutivo di un'altra serie di film TV.
È il suocero del compositore di film e televisione inglese Debbie Wiseman.